# Allocosa mafensis
Allocosa mafensis este o specie de păianjeni din genul Allocosa, familia Lycosidae. A fost descrisă pentru prima dată de Lawrence în anul 1927.
Este endemică în Namibia. Conform Catalogue of Life specia Allocosa mafensis nu are subspecii cunoscute.